# Bzinská hoľa
Bzinská hoľa (1195 m) –  dwuwierzchołkowy szczyt w Magurze Orawskiej na Słowacji. Jest to niewybitny szczyt znajdujący się w głównym jej grzbiecie, między szczytami Minčol (1139 m) i Príslopec (1258 m). Dawniej istniała na nim hala, od której pochodzi nazwa szczytu, obecnie jednak jest on całkowicie zalesiony. Na jego wschodnich stokach wypływa potok Feračová, na zachodnich potok Zázrivka. 
Przez szczyt prowadzi szlak turystyki pieszej.

## Szlaki turystyczne
odcinek: Minčol (1394 m) – Vasiľovská hoľa – Minčol (1139 m) – Bzinská hoľa – Príslopec – Paráč – Sedlo pod Okrúhlicou –  Okrúhlica (1165 m) – Javorinka – Okrúhlica (1076 m) – Kýčerka – Kováčka – Zázvorovci – Vojenné – Pod Vojenným – Káčerovci – Pod Mravečníkom – Mravečník – Terchová